# کیتلین جنر
کیتلین جنر (به انگلیسی: Caitlyn Jenner) (زاده ۲۸ اکتبر ۱۹۴۹) که پیش از این با نام بروس جنر (به انگلیسی: Bruce Jenner) شناخته می‌شد یک ورزشکار شناخته شده آمریکایی است. او برنده مدال طلای المپیک تابستانی ۱۹۷۶ در رشته ده‌گانه مردان است. او در سال ۲۰۱۵ طی یک مصاحبه رسماً اعلام کرد که یک ترنسجندر است و در حال طی کردن مراحل تغییر است.

## زندگی شخصی

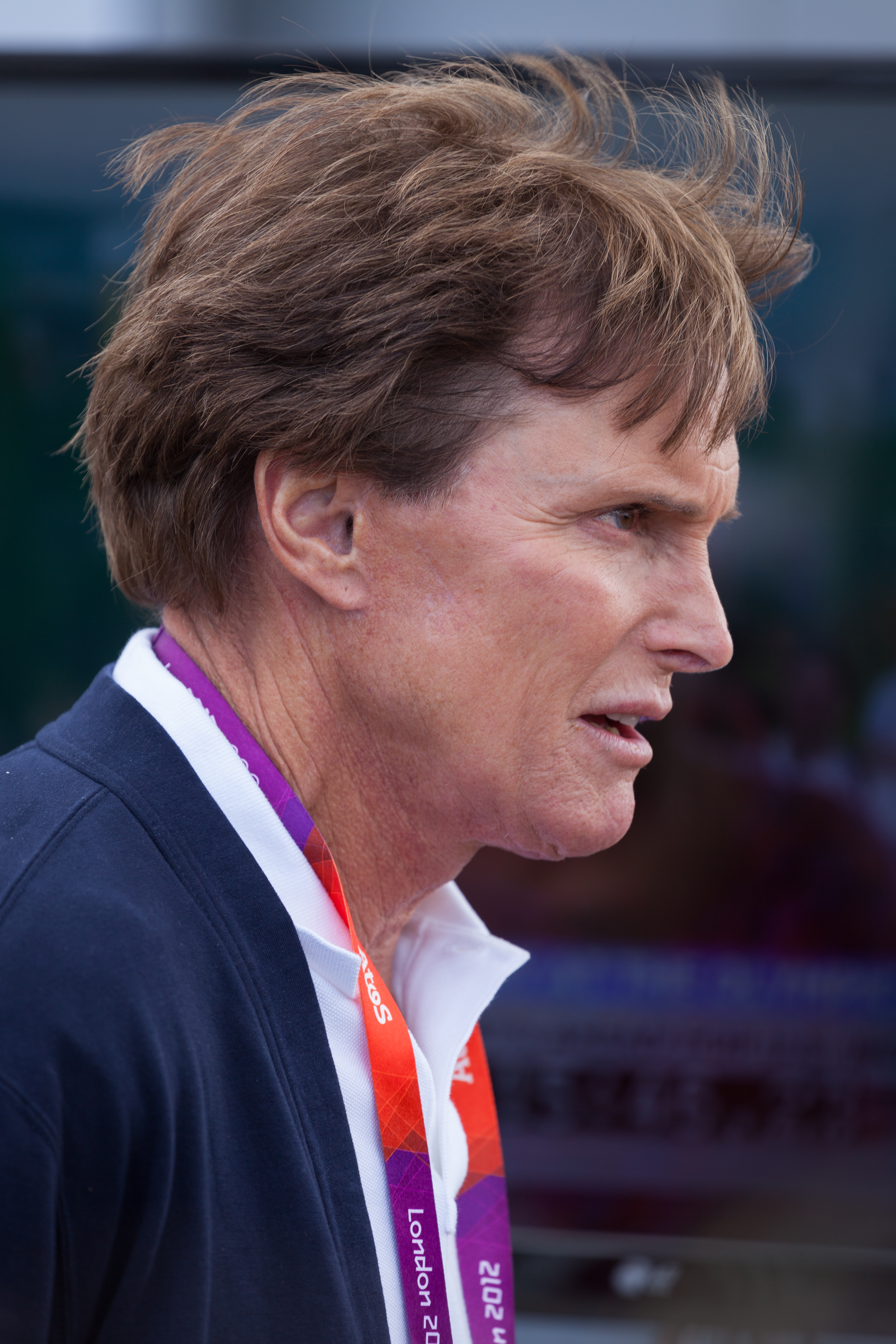

او در ۲۸ اکتبر ۱۹۴۹ با نام ویلیام بروس جنر و در مونت کیسکو نیویورک به دنیا آمد. او دو خواهر به نام‌های لیسا و پام دارد و برادر کوچکترش برت، در یک حادثه رانندگی در سال ۱۹۷۶ فوت شد.
او به دلیل آسیب دیدگی زانو رشته فوتبال آمریکایی را رها کرده و به پیشنهاد معلم مدرسه اش در رشته ده‌گانه ادامه فعالیت داد.
در المپیک تابستانه ۱۹۷۲ او رتبه پنجم را به دست آورد و در المپیک سال ۱۹۷۶ توانست مدال طلای رشته ده‌گانه در قسمت مردان را به دست آورد. او این مدال را در بحبوحه جنگ سرد و در حالی به دست آورد که در المپیک گذشته سه مدال طلای باارزش برای مردم آمریکا (بسکتبال، دهگانه و دو صد متر) را شوروی تصاحب کرده بود و مدال طلای جنر برای مردم آمریکا با ارزش قلمداد شد و او تبدیل به یک قهرمان ملی شد.
او پس از بازگشت به کشورش به مهمانی شام جرالد فورد رئیس جمهور وقت آمریکا و ویلیام تولبرت رئیس جمهور لیبریا در کاخ سفید دعوت شد
جنر در ادامه وارد کار رسانه‌ای و بازیگری شد و با وجود شکست‌های ابتدایی در این زمینه توانست به عنوان یک کمدین شناخته شود و شهرت خود را افزایش دهد
جنر سه بار ازدواج کرد. اولین بار او با کریستی کرواور ازدواج کرد و از سال ۱۹۷۲ تا ۱۹۸۱ با وی زندگی کرد اما پس از آن از او جدا شد. حاصل این ازدواج دو فرزند به نام‌های بورتون و کاساندرا است که با نام برت و کیسی شناخته می‌شوند.
جنر در همان سال ۱۹۸۱ با لیندا تامپسون در هاوایی ازدواج کرد و در سال ۱۹۸۶ از یکدیگر جدا شدند. حاصل این ازدواج نیز دو فرزند به نام‌های براندون و برودی است.
سومین ازدواج جنر با کریس کارداشیان در آوریل ۱۹۹۱ بود. حاصل این ازدواج نیز دو دختر به نام‌های کندال و کایلی است. همچنین با این ازدواج جنر تبدیل به پدرخوانده چهار فرزند قبلی کریس کارداشیان شد که مشهورترین آن‌ها کیم کارداشیان مدل معروف آمریکایی است. این ازدواج نیز در سال ۲۰۱۵ به طلاق منجر شد.

## تطبیق جنسیت
جنر در آوریل ۲۰۱۵ در مصاحبه‌ای با دایان سایر خود را رسماً به عنوان یک ترنس زن معرفی کرد و بیان کرد از جوانی آشفتگی جنسیتی داشته‌است. طبق گفته خودش او سال‌ها لباس زنانه می‌پوشیده و از هورمون‌های زنانه استفاده می‌کرده است اما زمانی که با کریس ازدواج کرد دیگر انجام نداد. این مصاحبه او حدود ۲۰ میلیون بار مشاهده شد
تصویر او در ژوئن ۲۰۱۵ بر روی مجله ونتی فر رفت و اعلام کرد که از این پس نام او کیتلین است. با وجود چند جراحی زیبایی، او جراحی تغییر جنس را انجام نداده است و بیان کرده که زن بودن در درجه اول در باور و عقیده او است نه در جسمش. او می‌گوید هیچگاه به مردان گرایش نداشته و پیش از شروع مراحل تغییر گرایش جنسی او به زنان بوده‌است اما اکنون هیچ گرایشی ندارد.
پس از چاپ این تصویر حساب توئیتر وی با نام @caitlynjenner راه‌اندازی شد و در حدود ۴ ساعت تعداد دنبال کنندگان وی به یک میلیون نفر رسید. با این سرعت در جذب تعداد دنبال‌کننده نام او در کتاب گینس ثبت شد و رکورد قبلی که مربوط به باراک اوباما بود را شکست.

کیتلین جنر اولین توئیت خود را اینطور نوشت: 
«من واقعاً خوشحال هستم که بعد از یک مبارزه طولانی می‌توانم به عنوان خود واقعی ام زندگی کنم. به دنیای کیتلین خوش آمدید. مشتاق هستم که بیایید و من را بشناسید»
جنر در ژوئیه ۲۰۱۵ نشان شجاعت آرتور آش را در مراسم ESPY به پاس شجاعت در پذیرش خود و اعلام ترنس بودنش دریافت کرد.
مورا مندت، مدیر اجرایی مراسم espy در مصاحبه‌ای «شجاعت در تصمیم‌گیری و پذیرش خود» را به عنوان دلیل دعوت از کیتلین و اهدا این جایزه بیان کرد.